# TimeSplitters (serie)
La saga TimeSplitters comenzó a finales de 2000 dándole a la recién creada PlayStation 2 su primer videojuego de acción en primera persona. Primeramente apareció en el mercado la primera entrega, TimeSplitters. Esta saga de videojuegos hace al jugador viajar a través del tiempo por diversas etapas y lugares de nuestra historia, desde un pueblo estadounidense en 1853 (TimeSplitters 2) hasta un mundo en guerra en el 2401 (TimeSplitters 2) y (TimeSplitters: Future Perfect). Las ambientaciones, los personajes, las ropas y las armas cambian según la época en la que estemos, por lo que manejamos un gran arsenal, desde un trabuco hasta una pistola de rayos. El argumento de estos videojuegos consiste en luchar contra los TimeSplitters, unos seres de otra galaxia que siembran la corrupción en el pasado de nuestro planeta para hacerse con el control del futuro y los protagonistas (que varían según la época) deben detenerlos.
En 2002 apareció la segunda entrega de la saga: TimeSplitters 2. El videojuego innovó respecto al anterior y la crítica le aplaudió por eso. El nuevo videojuego mejoraba los gráficos y contenía secuencias de video por primera vez en la saga. Este videojuego apareció también en las consolas Game cube y en Xbox.
Su última entrega, TimeSplitters: Future Perfect, el último juego de la saga hasta la fecha; se puso a la venta en 2005, con nuevas mejoras como era de esperar, pero esta vez la compañía EA Games sustituyó a la compañía Eidos Interactive y la voces de los personajes se doblaron al castellano. También se incluyó un modo en línea en el que era posible luchar con 8 jugadores como máximo en PlayStation 2 y con 16 en Xbox.

## ModoMultijugador
Esta saga de videojuegos contiene un modo multijugador muy amplio con personajes controlados por la consola (bots) y con capacidad para jugar con cuatro personas como máximo (en el modo en línea de su última entrega es posible luchar con 16 personajes dependiendo de la consola).
Su modo multijugador acepta una personalización del combate mediante un editor que lo antecede. En él, es posible elegir el tiempo, las armas, los bots y varias cosas más. Contiene varios niveles y un buen número de personajes a elegir que pueden ser desbloqueados jugando en la historia del videojuego. También contienen los tres videojuegos un editor de mapas con diversas funciones que se ampliaron según avanzó la saga. Estos editores se rigen mediante un sistema de órdenes creado exclusivamente para el videojuego (parecido en parte a un lenguaje de programación).